# Дермань Первая
Дермань Первая (укр. Дермань Перша) — село в Мизочской поселковой общине Ровненского района Ровненской области Украины.
Население по переписи 2001 года составляло 940 человек. Почтовый индекс — 35750. Телефонный код — 3652. Код КОАТУУ — 5622681901.

## История
С 1946 по 1989 г. носило название Устенское Первое.
До 2020 года входило в Здолбуновский район.